# 한국동물약품공업협동조합
한국동물약품공업협동조합은 조합원의 복리증진을 도모하여 협동사업을 수행하여 축산업 발전에 기여하기 위하여 1985년 11월 25일 설립허가된 대한민국 농림축산식품부 소관의 협동조합이다. 사무실은 서울특별시 영등포구 여의도동 16-2, 중소기업중앙회 8층 826호에 위치해 있다.